# 別有動機
《別有動機》是林家棟、秦嵐、任達華、高聖遠和劉威主演的犯罪推理動作電影，於2014年11月關機，強視傳媒出品。本片是宗師級攝影師、香港電影金像奬最佳攝影奬得主黃岳泰繼1980年《發圍》及1988年《皇家師姐3雌雄大盜》後，相隔27年第三部導演作品，黃岳泰戲稱此次目標為“新晉導演奬”，編劇为陳志恆和彭艷雯，片長100分鐘。2015年9月17日在中國大陸上映。
本片宣傳曲《炙愛》 由俞灏明演唱。

## 劇情
影片以“九連環”精緻結構，驚現兩起“高仿”罪案之間，千絲萬縷的聯繫，逐步將主角的人生推向不可輓回的深淵…你以為的結局只是陰謀與謊言的開篇，你以為的開始卻是平淡生活的終結…溫馨和諧的生活下掩藏著怎樣不為人知的秘密？兇手犯案的動機究竟又是甚麼？誰才是好人？誰才是壞人？這將會是一個猜得出開始卻永遠猜不透結局的故事……

## 票房
中国大陆首周4天获得950万人民币列第五位。

## 主题曲
- 名称：炙爱
- 演唱：俞灏明
- 词曲：金玟岐
- 编曲：薛琳可
- 制作人：司捷